# 8740 Václav
8740 Václav è un asteroide della fascia principale. Scoperto nel 1998, presenta un'orbita caratterizzata da un semiasse maggiore pari a 2,8906589 UA e da un'eccentricità di 0,0095002, inclinata di 1,86915° rispetto all'eclittica.